# NASCAR Nextel Cup 2006

NASCAR-Nextel-Cup-Logo

Der NASCAR Nextel Cup 2006 begann am 11. Februar auf dem Daytona International Speedway mit dem Budweiser Shootout und endete am 19. November mit dem Ford 400 auf dem Homestead-Miami Speedway. Jimmie Johnson gewann die Meisterschaft, Denny Hamlin war Rookie of the Year und Dale Earnhardt junior wurde mit dem Most Popular Driver Award ausgezeichnet.

## Teilnehmer

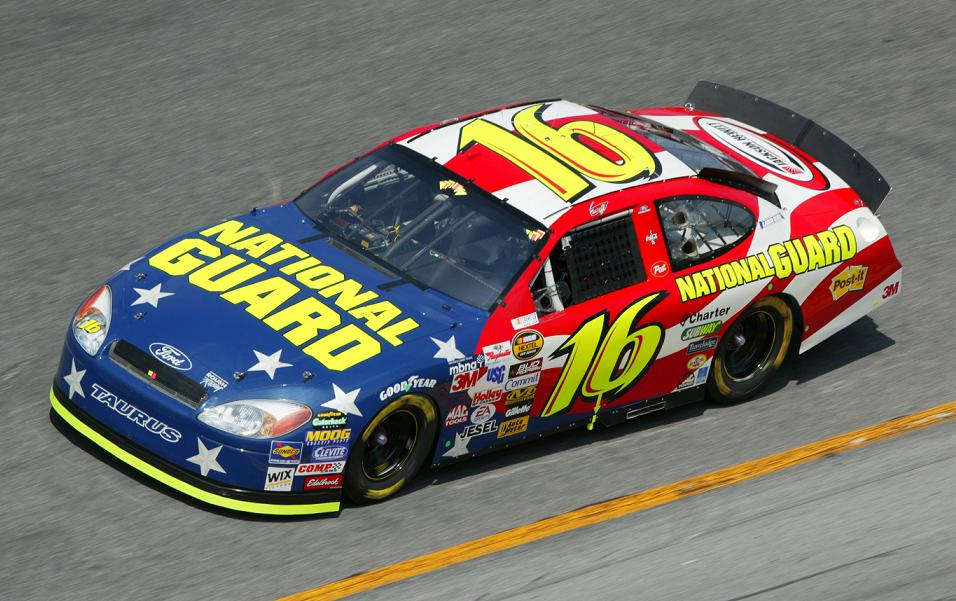
Greg Biffles Ford Taurus 2006

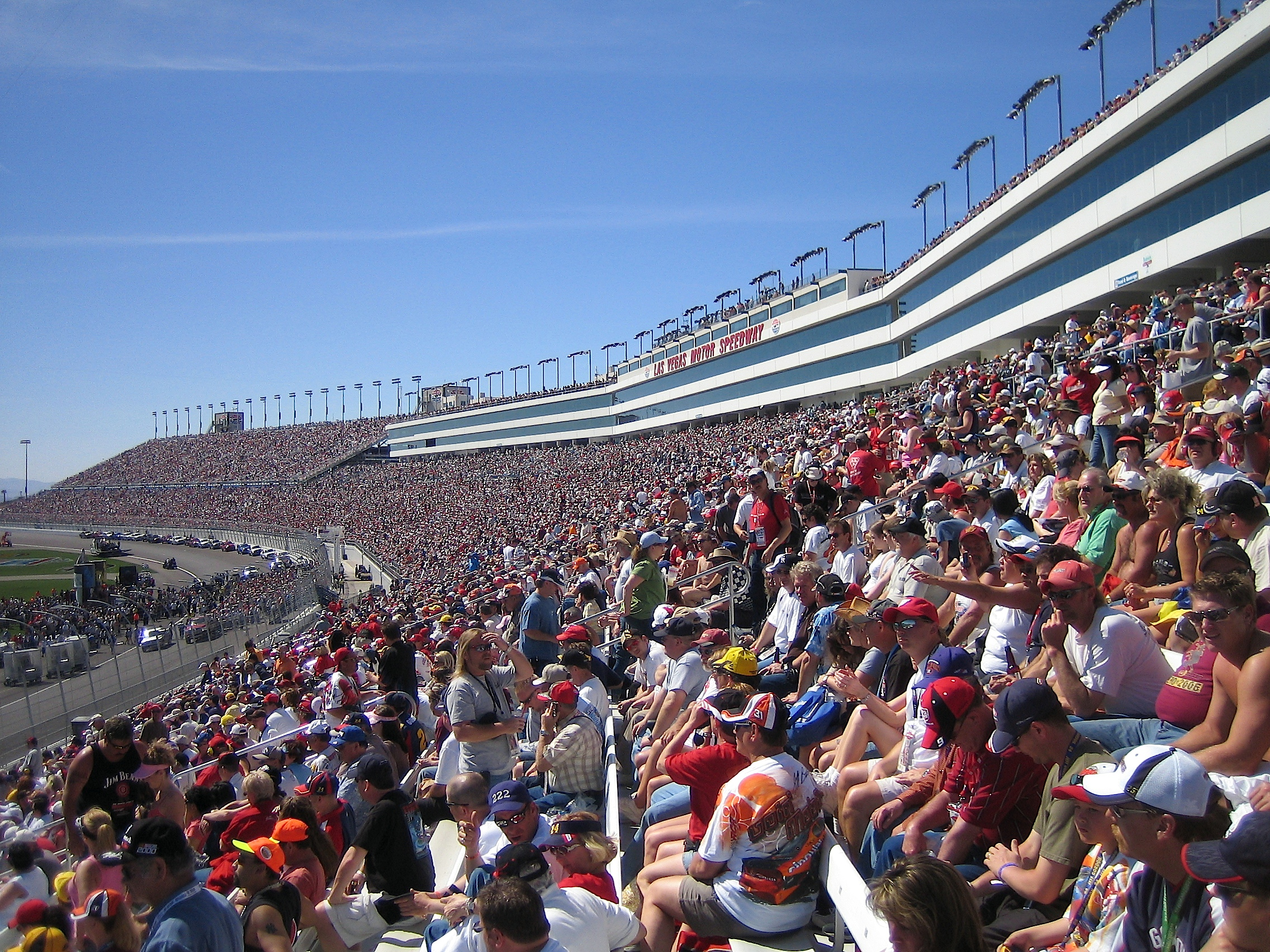
Über 100.000 Menschen bei einem Rennen in Las Vegas

| Nummer | Fahrer                    | Automarke  | Sponsor(en)                                | Team                        |
| ------ | ------------------------- | ---------- | ------------------------------------------ | --------------------------- |
| 01     | Joe Nemechek              | Chevrolet  | U.S. Army                                  | MB2 Motorsports             |
| 1      | Martin Truex junior (R)   | Chevrolet  | Bass Pro Shops                             | Dale Earnhardt Incorporated |
| 02     | Brandon Ash               | Dodge      | Sprinter Trucking                          | Ash Racing                  |
| 2      | Kurt Busch                | Dodge      | Miller Lite                                | Penske Racing South         |
| 4      | Scott Wimmer              | Chevrolet  | AERO                                       | Morgan-McClure Motorsports  |
| 5      | Kyle Busch                | Chevrolet  | Kellogg's                                  | Hendrick Motorsports        |
| 6      | Mark Martin               | Ford       | AAA                                        | Roush Racing                |
| 7      | Robby Gordon              | Chevrolet  | Menards/Jim Beam                           | Robby Gordon Motorsports    |
| 07     | Clint Bowyer (R)          | Chevrolet  | Jack Daniel’s                              | Richard Childress Racing    |
| 8      | Dale Earnhardt junior     | Chevrolet  | Budweiser                                  | Dale Earnhardt Incorporated |
| 9      | Kasey Kahne               | Dodge      | Dodge Dealers                              | Evernham Motorsports        |
| 10     | Scott Riggs               | Dodge      | Valvoline                                  | Evernham Motorsports        |
| 11     | Denny Hamlin (R)          | Chevrolet  | FedEx                                      | Joe Gibbs Racing            |
| 12     | Ryan Newman               | Dodge      | ALLTEL/Mobil 1                             | Penske Racing South         |
| 14     | Sterling Marlin           | Chevrolet  | Waste Management, Inc/Ginn Clubs & Resorts | MB2 Motorsports             |
| 16     | Greg Biffle               | Ford       | Army National Guard/Subway                 | Roush Racing                |
| 17     | Matt Kenseth              | Ford       | DeWalt                                     | Roush Racing                |
| 18     | J. J. Yeley (R)           | Chevrolet  | Interstate Batteries                       | Joe Gibbs Racing            |
| 19     | Jeremy Mayfield           | Dodge      | Dodge Dealers/UAW                          | Evernham Motorsports        |
| 20     | Tony Stewart              | Chevrolet  | The Home Depot                             | Joe Gibbs Racing            |
| 21     | Ken Schrader              | Ford       | Motorcraft/Little Debbie                   | Wood Brothers Racing        |
| 22     | Dave Blaney               | Dodge      | Caterpillar                                | Bill Davis Racing           |
| 24     | Jeff Gordon               | Chevrolet  | DuPont                                     | Hendrick Motorsports        |
| 25     | Brian Vickers             | Chevrolet  | GMAC                                       | Hendrick Motorsports        |
| 26     | Jamie McMurray            | Ford       | Crown Royal/Irwin Industrial Tools         | Roush Racing                |
| 29     | Kevin Harvick             | Chevrolet  | Reese's/GM Goodwrench                      | Richard Childress Racing    |
| 31     | Jeff Burton               | Chevrolet  | Cingular Wireless                          | Richard Childress Racing    |
| 32     | Travis Kvapil             | Chevrolet  | Tide/Downy                                 | PPI Motorsports             |
| 34     | Chad Chaffin (R)          | Chevrolet  | –                                          | Front Row Motorsports       |
| 38     | Elliott Sadler            | Ford       | M&M's                                      | Robert Yates Racing         |
| 40     | David Stremme (R)         | Dodge      | Coors Light                                | Chip Ganassi Racing         |
| 41     | Reed Sorenson (R)         | Dodge      | Target                                     | Chip Ganassi Racing         |
| 42     | Casey Mears               | Dodge      | Havoline/Texaco                            | Chip Ganassi Racing         |
| 43     | Bobby Labonte             | Dodge      | General Mills                              | Petty Enterprises           |
| 45     | Kyle Petty                | Dodge      | Wells Fargo                                | Petty Enterprises           |
| 48     | Jimmie Johnson            | Chevrolet  | Lowe’s                                     | Hendrick Motorsports        |
| 49     | Brent Sherman (R)         | Dodge      | Serta                                      | BAM Racing                  |
| 55     | Michael Waltrip           | Dodge      | NAPA Auto Parts                            | Bill Davis Racing           |
| 61     | Kevin Lepage              | Ford/Chevy | –                                          | Peak Fitness Racing         |
| 66     | Jeff Green                | Chevrolet  | Best Buy                                   | Haas CNC Racing             |
| 78     | Kenny Wallace             | Chevrolet  | Furniture Row                              | Furniture Row Racing        |
| 88     | Dale Jarrett              | Ford       | UPS                                        | Robert Yates Racing         |
| 96     | Terry Labonte/Tony Raines | Chevrolet  | Texas Instruments                          | Hall of Fame Racing         |
| 99     | Carl Edwards              | Ford       | Office Depot/AAA/Scotts                    | Roush Racing                |

(R) = Rookie (Neuling)

## Rennen
| Datum                                    | Rennen                            | Rennstrecke                          | Pole-Position   | Sieger                | Marke     |
| ---------------------------------------- | --------------------------------- | ------------------------------------ | --------------- | --------------------- | --------- |
| 11.02.2006                               | Budweiser Shootout*               | Daytona International Speedway       | Ken Schrader    | Denny Hamlin          | Chevrolet |
| 16.02.2006                               | Gatorade Duel 1*                  | Daytona International Speedway       | Jeff Burton     | Elliott Sadler        | Dodge     |
| 16.02.2006                               | Gatorade Duel 2*                  | Daytona International Speedway       | Jeff Gordon     | Jeff Gordon           | Chevrolet |
| 19.02.2006                               | Daytona 500                       | Daytona International Speedway       | Jeff Burton     | Jimmie Johnson        | Chevrolet |
| 26.02.2006                               | Auto Club 500                     | California Speedway                  | Kurt Busch      | Matt Kenseth          | Ford      |
| 12.03.2006                               | UAW-DaimlerChrysler 400           | Las Vegas Motor Speedway             | Greg Biffle     | Jimmie Johnson        | Chevrolet |
| 19.03.2006                               | Golden Corral 500                 | Atlanta Motor Speedway               | Kasey Kahne     | Kasey Kahne           | Dodge     |
| 26.03.2006                               | Food City 500                     | Bristol Motor Speedway               | Tony Stewart    | Kurt Busch            | Dodge     |
| 02.04.2006                               | DirecTV 500                       | Martinsville Speedway                | Jimmie Johnson  | Tony Stewart          | Chevrolet |
| 09.04.2006                               | Samsung/Radio Shack 500           | Texas Motor Speedway                 | Kasey Kahne     | Kasey Kahne           | Dodge     |
| 22.04.2006                               | Subway Fresh 500                  | Phoenix International Raceway        | Kyle Busch      | Kevin Harvick         | Chevrolet |
| 30.04.2006                               | Aaron’s 499                       | Talladega Superspeedway              | Elliott Sadler  | Jimmie Johnson        | Chevrolet |
| 06.05.2006                               | Crown Royal 400                   | Richmond International Raceway       | Greg Biffle     | Dale Earnhardt junior | Chevrolet |
| 13.05.2006                               | Dodge Charger 500                 | Darlington Raceway                   | Kasey Kahne     | Greg Biffle           | Ford      |
| 20.05.2006                               | NASCAR Nextel All-Star Challenge* | Lowe’s Motor Speedway                | Kasey Kahne     | Jimmie Johnson        | Chevrolet |
| 28.05.2006                               | Coca-Cola 600                     | Lowe’s Motor Speedway                | Scott Riggs     | Kasey Kahne           | Dodge     |
| 04.06.2006                               | Neighborhood Excellence 400       | Dover International Speedway         | Ryan Newman     | Matt Kenseth          | Ford      |
| 11.06.2006                               | Pocono 500                        | Pocono Raceway                       | Denny Hamlin    | Denny Hamlin          | Chevrolet |
| 18.06.2006                               | 3M Performance 400                | Michigan International Speedway      | Kasey Kahne     | Kasey Kahne           | Dodge     |
| 25.06.2006                               | Dodge/Save Mart 350               | Infineon Raceway                     | Kurt Busch      | Jeff Gordon           | Chevrolet |
| 01.07.2006                               | Pepsi 400                         | Daytona International Speedway       | Boris Said      | Tony Stewart          | Chevrolet |
| 09.07.2006                               | USG Sheetrock 400                 | Chicagoland Speedway                 | Jeff Burton     | Jeff Gordon           | Chevrolet |
| 16.07.2006                               | Lenox Industrial Tools 300        | New Hampshire International Speedway | Ryan Newman     | Kyle Busch            | Chevrolet |
| 23.07.2006                               | Pennsylvania 500                  | Pocono Raceway                       | Denny Hamlin    | Denny Hamlin          | Chevrolet |
| 06.08.2006                               | Allstate 400 at the Brickyard     | Indianapolis Motor Speedway          | Jeff Burton     | Jimmie Johnson        | Chevrolet |
| 13.08.2006                               | AMD @ The Glen                    | Watkins Glen International           | Kurt Busch      | Kevin Harvick         | Chevrolet |
| 20.08.2006                               | GFS Marketplace 400               | Michigan International Speedway      | Jeff Burton     | Matt Kenseth          | Ford      |
| 26.08.2006                               | Sharpie 500                       | Bristol Motor Speedway               | Kurt Busch      | Matt Kenseth          | Ford      |
| 03.09.2006                               | Sony HD 500                       | California Speedway                  | Kurt Busch      | Kasey Kahne           | Dodge     |
| 09.09.2006                               | Chevy Rock and Roll 400           | Richmond International Raceway       | Denny Hamlin    | Kevin Harvick         | Chevrolet |
| Hier begann der Chase for the Nextel Cup |                                   |                                      |                 |                       |           |
| 17.09.2006                               | Sylvania 300                      | New Hampshire International Speedway | Kevin Harvick   | Kevin Harvick         | Chevrolet |
| 24.09.2006                               | Dover 400                         | Dover International Speedway         | Jeff Gordon     | Jeff Burton           | Chevrolet |
| 01.10.2006                               | Banquet 400                       | Kansas Speedway                      | Kasey Kahne     | Tony Stewart          | Chevrolet |
| 08.10.2006                               | UAW Ford 500                      | Talladega Superspeedway              | David Gilliland | Brian Vickers         | Toyota    |
| 14.10.2006                               | Bank of America 500               | Lowe’s Motor Speedway                | Scott Riggs     | Kasey Kahne           | Dodge     |
| 22.10.2006                               | Subway 500                        | Martinsville Speedway                | Kurt Busch      | Jimmie Johnson        | Chevrolet |
| 29.10.2006                               | Bass Pro Shops 500                | Atlanta Motor Speedway               | Matt Kenseth    | Tony Stewart          | Chevrolet |
| 05.11.2006                               | Dickies 500                       | Texas Motor Speedway                 | Brian Vickers   | Tony Stewart          | Chevrolet |
| 12.11.2006                               | Checker Auto Parts 500            | Phoenix International Raceway        | Jeff Gordon     | Kevin Harvick         | Chevrolet |
| 19.11.2006                               | Ford 400                          | Homestead-Miami Speedway             | Kasey Kahne     | Greg Biffle           | Ford      |

* = Rennen, bei denen keine Punkte vergeben wurden